# لینویو (کنتاکی)
لینویو (به انگلیسی: Lynnview) شهری در ایالت کنتاکی کشور ایالات متحده آمریکا است که جمعیت آن در سرشماری سال ۲۰۱۰ میلادی، ۹۱۴ نفر بوده‌است.